# جينيفر ويليمز
جينيفر ويليمز (بالهولندية: Jennifer Willems)‏ (و. 1947 – 2015 م) هي ممثلة، من مملكة هولندا، ولدت في لاهاي، توفيت في أمستردام، عن عمر يناهز 68 عاماً.

## وصلات خارجية
- جينيفر ويليمز على موقع IMDb (الإنجليزية)
- جينيفر ويليمز على موقع ميوزك برينز (الإنجليزية)